# Рок-волна
«Рок-волна́» (англ. The Boat That Rocked, букв. «Лодка, которая качалась») — фильм режиссёра Ричарда Кёртиса, вышедший на экраны в 2009 году. Когда в январе 2010 года завершился мировой прокат, фильм собрал 36,3 миллиона долларов США.
Слоган: «Мы лишим девственности ваши ушки!».

## Сюжет
Действие фильма начинается в 1966 году — время расцвета британской поп- и рок-музыки. Однако она не признаётся властями, её не играют на государственных радиостанциях. В противовес им в эфире появляются пиратские радиостанции, вещающие из открытого моря и не попадающие ни под какие законы. На один из таких кораблей прибывает по указанию матери 17-летний Карл. Его крёстный отец по имени Квентин — глава пиратского «Радио Рок». В это же время на совещании правительства Великобритании премьер-министр даёт задание закрыть все нелегальные станции в течение года. Министр Алистер Дорманди поручает это дело новому работнику ведомства по имени Бездьюк.
Один из ведущих станции по имени Дейв пытается помочь устроить личную жизнь Карла. Узнав о том, что юноша — девственник, он решает устроить ему «секс вслепую» со своей новой подружкой. Карл соглашается, но затея проваливается: девушка включает свет и со скандалом прогоняет его. Тем временем, Бездьюк узнаёт, что вся прибыль радиопиратов состоит только из средств от рекламы, поэтому принимается закон, запрещающий британским производителям размещать рекламу на неофициальных радиостанциях. В ответ на это «Радио Рок» удаётся договориться с известным диджеем Гэвином Кевана о возвращении после двухлетней отлучки. Благодаря этому пиратское радиовещание стало распространяться ещё быстрее.
Приближается день рождения Карла, и крёстный решает подарить ему «приятный вечер» со своей племянницей Мэри-Энн. Юноша с первого взгляда влюбляется в неё и занимает у Дейва презерватив. Узнав об этом, Мэри-Энн обижается, и Карл выкидывает его, чтобы доказать серьёзность своих чувств. После примирения он вынужден просить у Дейва ещё один, но получает отказ. Пока Карл ищет презерватив по всему кораблю, диджей завлекает Мэри-Энн в свою постель.
По прошествии долгих поисков Бездьюку удаётся найти компрометирующие данные на пиратов: заметка в газете о рыбацкой шхуне, которая едва не затонула из-за того, что её сигнал SOS не мог пробиться через радиоволны. Также он находит способ проникнуть на корабль. Бездьюк приезжает в числе 200 поклонников — победителей конкурса. По итогам беглого осмотра машинного отделения выясняется, что судно находится в аварийном состоянии и ненадёжно для плавания.
Саймон, ведущий утренней передачи и друг Карла, сообщает ему, что решил жениться на Элинор, которая познакомилась с ним в пабе. Втайне от Квентина диджеи ночью отправляются в Лондон, где отмечают мальчишник и пьют до самого утра. На следующее утро Кевин, сосед Карла по каюте, делится с ним своими похмельными рассуждениями о том, что скорее всего, отец Карла находится на корабле, и это — его крёстный. Свадебная церемония, проведённая Квентином, передаётся по радио в прямом эфире. После спокойной первой брачной ночи у молодожёнов происходит серьёзный разговор. Элинор признаётся Саймону, что познакомилась с ним, только чтобы проникнуть на корабль и быть с Гэвином. В тот же день они разводятся, и Элинор покидает корабль. Все на корабле осуждают Гэвина, но он считает себя невиновным. Ведущий по прозвищу Граф, который возненавидел его с самого прибытия, вызывает коллегу на состязание: тот, кто не сможет забраться на самую большую мачту корабля, будет признан трусом. Но по итогам поединка выходит ничья (оба ведущих прыгнули в воду с верхушки и сломали конечности). Гэвин приносит Саймону извинения.
К концу года становится очевидно, что правительством проиграна битва за умы населения. Но Дорманди и Бездьюк продолжают борьбу. На Рождество на «Радио Рок» приезжает мама Карла. Она опровергает мнение Кевина о Квентине, а перед самым отъездом признаётся сыну, что его отец — Боб, ведущий раннего утреннего эфира. Тот воспринимает эту новость спокойно. Правительство единогласно принимает закон «О морских преступлениях», с 1 января объявляющий пиратские радиостанции вне закона. Но так же единогласно все ведущие «Радио Рок» решают продолжать работу. Узнав об этом, Мэри-Энн с подругой приезжают к Карлу просить прощения, после чего переспала с ним. Сразу после их отъезда Квентин решает сняться с якоря, чтобы не попасться в руки полиции. Неожиданно ещё до наступления утра у корабля взрывается двигатель. Гэвин передаёт сигнал бедствия и просит радиослушателей приплыть на помощь.
Бездьюк просит у Дорманди разрешения выслать им корабли для спасения, но получает отказ. Менее чем через час над водой остаётся только нос судна, на котором собрался почти весь экипаж корабля, готовясь утонуть. В самый последний момент появляется огромное количество лодок и яхт верных слушателей «Радио Рок». Причём, в большинстве случаев, экипаж подбирали их же вторые половинки. Последним уже полностью погрузившийся в воду корабль покидает Граф, решивший не уходить из эфира до самого конца. Фильм завершается подборкой лучших рок-н-ролльных альбомов за 40 лет.

## В ролях
- Филип Сеймур Хоффман — Граф
- Билл Найи — Квентин
- Ник Фрост — Доктор Дэйв
- Том Старридж — Юный Карл
- Крис О’Дауд — Саймон Простой Парень Своффорд
- Кеннет Брана — сэр Алистер Дорманди
- Джек Девенпорт — Бездьюк
- Рис Иванс — Гэвин Кавана
- Рис Дарби — Ангус Чокнутый Натсфорд
- Том Брук — Тупой Кевин
- Том Уисдом — Полуночный Марк
- Кэтрин Паркинсон — Фелисити
- Ральф Браун — Предрассветный Боб
- Уилл Адамсдэйл — Джон Мейфорд
- Айк Хэмилтон — Гарольд
- Олег Фёдоров — Капитан корабля «Радио Рок»
- Эмма Томпсон — Шарлотта (мать Карла)
- Талула Райли — Мэри-Энн (девушка Карла)
- Дженьюэри Джонс — Элинор

## Структура фильма
Фильм имеет две сюжетные линии: взросление Карла, его вступление во взрослую жизнь и противостояние государственных чиновников и пиратов, которую критики сравнили с «игрой в кошки-мышки». Помимо этого, фильм включает множество сцен-вкраплений, иллюстрирующих жизнь на корабле и слушателей «Радио Рок». В частности, со сцены, принадлежащей к числу последних, начинается фильм.

## Реальные прототипы
Прообразом радиостанции «Радио Рок» стало судно «Radio Caroline», на борту которого был установлен 10-киловаттный радиопередатчик. Судно также затонуло.

## Саундтрек
Двухдисковый саундтрек к фильму включает в себя как песни 1960—1970-х годов таких известных исполнителей, как The Beach Boys, Cat Stevens, The Kinks, The Who, Dusty Springfield, Джими Хендрикса и The Hollies, так и песни современной английской певицы Даффи и песни 1980-х Дэвида Боуи.
Также, кроме официального саундтрека, есть и неофициальные дополнения, звучащие в фильме или трейлерах:
- Bert Kaempfert & His Orchestra «Gemma» — играет в самом начале фильма, когда родители желают своему сыну спокойной ночи;
- Aaron Neville «Tell It Like It Is» — играет, когда показывают эфир Полуночного Марка;
- Small Faces «Lazy Sunday» — играет, когда герои ходят по барам на мальчишнике;
- The Rolling Stones «Let’s Spend The Night Together» — играет, когда Граф объявляет о закрытии «Радио Рок»;
- The Rolling Stones «Jumpin' Jack Flash» — играет во время прибытия на корабль Гэвина Кавана;
- The Hollies «Listen To Me» — играет в конце дублированного трейлера;
- Leonard Cohen «So Long Marianne» — играет после того, как Мэри-Энн изменила Карлу с Дейвом;
- The Yardbirds «For Your Love» — первая песня, которую поставил Гэвин Кавана;
- The Seekers «A World Of Our Own» — первая песня The Seekers, которую ставит Ангус;
- The Seekers «Georgy Girl» — вторая песня The Seekers, которую ставит Ангус;
- The Crazy World Of Arthur Brown «Fire» — одна из первых песен, которую поставил на радио Гэвин Кавана;
- The Beach Boys «Little Saint Nick» — играет, когда на корабле начинают праздновать Рождество;
- Darlene Love «Christmas (Baby Please Come Home)» — играет, когда приезжает мама Карла;
- The Turtles «So Happy Together»;
- Van Morrison «Here Comes The Night».

### Диск 1
1. «Stay with Me Baby» — Duffy — 3:52
2. «All Day and All of the Night» — The Kinks — 2:23
3. «Elenore» — The Turtles — 2:30
4. «Judy in Disguise (With Glasses)» — John Fred and His Playboy Band — 2:52
5. «Dancing In The Street» — Martha Reeves and the Vandellas — 2:36
6. «Wouldn’t It Be Nice» — The Beach Boys — 2:23
7. «Ooo Baby Baby» — Smokey Robinson — 2:45
8. «This Guy’s In Love With You» — Herb Alpert & The Tijuana Brass — 4:01
9. «Crimson and Clover» — Tommy James & The Shondells — 5:24
10. «Hi Ho Silver Lining» — Jeff Beck — 2:28
11. «I Can See For Miles» — The Who — 4:07
12. «With a Girl Like You» — The Troggs — 2:07
13. «The Letter» — The Box Tops 1:54
14. «I’m Alive» — The Hollies — 2:25
15. «Yesterday Man» — Chris Andrews — 2:32
16. «I’ve Been a Bad Bad Boy» — Пол Джонс — 2:20
17. «Silence Is Golden» — The Tremeloes — 3:09
18. «The End of the World» — Skeeter Davis — 2:39

### Диск 2
1. «Friday On My Mind» — The Easybeats — 2:53
2. «My Generation» — The Who — 3:19
3. «I Feel Free» — Cream — 2:54
4. «The Wind Cries Mary» — Джими Хендрикс — 3:21
5. «A Whiter Shade of Pale» — Procol Harum — 4:00
6. «These Arms of Mine» — Otis Redding — 2:33
7. «Cleo’s Mood» — Jr. Walker & The All Stars — 2:42
8. «The Happening» — The Supremes — 2:50
9. «She’d Rather Be With Me» — The Turtles — 2:21
10. «98.6» — The Bystanders — 3:19
11. «Sunny Afternoon» — The Kinks — 3:34
12. «Father and Son» — Кэт Стивенс — 3:42
13. «Nights In White Satin» — Moody Blues — 4:26
14. «You Don’t Have to Say You Love Me» — Dusty Springfield — 2:49
15. «Stay with Me, Baby» — Lorraine Ellison — 3:33
16. «Hang On Sloopy» — The McCoys — 3:52
17. «This Old Heart Of Mine (Is Weak For You)» — The Isley Brothers — 2:51
18. «Let’s Dance» — Дэвид Боуи — 4:06

## Прокат
В Великобритании и Ирландии на экраны картина вышла 1 апреля 2009 года, в Казахстане и России — 30 апреля 2009 года, в Бельгии, Исландии и России — 6 мая 2009 года.

## Удалённые сцены
Удалённые сцены вместе с другими материалами можно было найти на лицензионных DVD к фильму.
- «Добро пожаловать в наш мир» (англ. Welcome to Our World). Действие сцены происходит во время приезда слушателей «Радио Рок» на корабль. Квентин по одному представляет всех ведущих станции, и каждого встречают бурными аплодисментами, включая Джона. Когда очередь доходит до Ангуса, они смолкают. Квентин говорит: «Добро пожаловать в наш мир» и толпа снова ликует[6].
- «Spike Seattle и Beatles» (англ. Spike Seattle and the Beatles). Действие сцены происходит до и после мальчишника Саймона. Граф даёт Гарольду инструкции: ставить избранные записи до их возвращения. По прибытии в Лондон Граф приводит всех к легендарной студии Abbey Road, на которой записывались The Beatles. Там он признаётся в восхищении ими и называет гениями. После протрезвления диджеи включают радио и узнают в эфире Гарольда, который ставит в эфир записи малоизвестной группы Spike Seattle[7].
- «Смысл жизни» (англ. The Meaning of Life). Гэвин рассказывает Карлу, почему он решил вернуться на радио. Показывается бар в Гватемале, где он сидит и курит. Темнокожий мужчина заказывает на музыкальном аппарате песню The Rolling Stones «Get Out Of My Cloud». Гэвин начинает танцевать, к нему присоединяются тот мужчина и девушка. На следующий день Гэвин уехал оттуда, потому что «то, что придаёт смысл этому сумасшедшему миру, — рок-н-ролл»[8].
- «Яйца» (англ. Eggs). Дэйв обещает Карлу 10 фунтов, если тот разрешит разбить об свою голову 4 яйца. Карл соглашается. Дэйв разбивает 3 и говорит, что не хочет разбивать ещё одно. Карл требует 7 с половиной фунтов, но диджей отказывает ему. Обманутый говорит, что это несправедливо. Дэйв отвечает, что он хотел научить его тому, что жизнь несправедлива[9].
- «Радио Саншайн» (англ. Radio Sunshine). Квентин объявляет всем, что количество слушателей резко снизилось из-за открытия нового пиратского радио «Саншайн». Втайне от него радиоведущие во главе с Дэйвом решают пробраться ночью на корабль конкурентов. Они надкусывают и царапают пластинки, перемешивают заставки, портят приборы. На следующее утро на «Радио Саншайн» происходит разлад между работниками, после которого оно прекращает существование[10].
- По словам Кёртиса, существовала ещё одна вырезанная сцена, в которой описывалась судьба матросов с корабля. Они благополучно добрались до берега[11].
- Существует ещё одна сцена, в которой Граф проводит зарядку на борту. После двух отжиманий Граф уверяет всех присутствующих, что через месяц регулярных упражнений они будут выглядеть как Стив Маккуин.

## Отличия русской версии
- В фильме «Радио Рок» вещало на средних волнах 203 м (что соответствует AM 1476 кГц), но в русском переводе неоднократно произносится частота 103,4 FM (частота московского Радио «Маяк», диджеи которого озвучивали главных героев).
- После исполнения песни Дасти Спрингфилд «You Don’t Have To Say You Love Me» герой фильма Предрассветный Боб произносит фразу: «У Мотыжника рассвета был Дасти Спрингфилд, возможно, лучший белый соул-голос в мире». В действительности Дасти Спрингфилд — женщина.

## Американская версия
После неудачи фильма в британском прокате по причине большого (135 минут) хронометража для проката в США фильм был укорочен до 116 минут и переименован в Pirate Radio («Пиратское радио»). Критики связывают это с популярностью саги «Пираты Карибского моря», а соответственно, и ассоциациями, которые вызывают у зрителя слово «пират».